# 阿卜杜勒·哈米德 (曲棍球运动员)
阿卜杜勒·哈米德（1927年1月7日—2019年7月12日），巴基斯坦男子曲棍球运动员。他曾代表巴基斯坦参加1948年、1952年、1956年和1960年夏季奥林匹克运动会曲棍球比赛。